# أنزور أستيميروف
أنزور أستيميروف (بالروسية: Анзор Астемиров، ولد 3 ديسمبر 1976 - مات 24 مارس 2010) وكان يعرف أيضا باسم الأمير سيف الله، وهو زعيم المقاومة الإسلامية في الجمهورية الروسية قبردينو - بلقاريا في شمال القوقاز.
لعدة سنوات ، ترأس أستميروف جماعة اليرموك المسلحة المحلية، وأصبح في النهاية المنظر الأهم للمنظمة الإسلامية المتشددة إمارة القوقاز ، وكذلك والي قبردينو - بلقاريا. جعله منصبه الرئيسي كقاضي شرعي في الإمارة هو الثالث في التسلسل الهرمي للقادة المتمردين في القوقاز، بعد دوكو عمروف ونائبه العسكري أحمد يوفولايف. وضعته الأجهزة الأمنية في الاتحاد الفيدرالي الروسي على قوائم المطلوبين فيدراليًا ودوليًا لارتكابه جرائم قتل وهجمات إرهابية وتهريب اسلحة وعدة جرائم أخرى وعرضت مكافأة قدرها 3 ملايين روبل (117354 دولارًا) مقابل أي معلومات من شأنها أن تؤدي إلى اعتقاله. في 2010، قُتل في اشتباك مسلح مع قوات الأمن الروسية في مارس 2010.

## السيرة

### النشأة
ولد في كريمنشوك، بأوكرانيا السوفيتية. في أوائل التسعينيات، كان واحدًا من مجموعة من الشباب الذين أرسلهم مجلس مسلمي قبردينو - بلقاريا ، لدراسة علم العقيدة الإسلامي في جامعة الملك سعود في المملكة العربية السعودية. عند عودته إلى نالتشيك ، عاصمة قباردينو - بلقاريا، أصبح هو وموسى موكوزييف نائبين لمدير معهد الدراسات الإسلامية (الذي أسسه الضابط السابق في الكي جي بي رسلان ناخوشيف، الذي اختفى في ظروف غامضة بعام 2005)، وشاركا في تأسيس المركز الإسلامي، الذي تطور بعد سنوات ليصبح جماعة اليرموك. عمل أستيميروف، الذي يتحدث العربية بطلاقة، كمراسل لقناة الجزيرة التلفزيونية الناطقة بالعربية. وبحسب بعض المصادر، فقد شارك في كلتا حربي الشيشان إلى جانب القوات الشيشانية الانفصالية. في عام 2001، اعتقلت قوات الأمن الروسية أستميروف وموكوزيف للاشتباه في تورطهما بالإرهاب ، ولكن أُفرج عنهما بعد ثلاثة أشهر.

### نشاطه العسكري
بعد وفاة مسلم أتاييف (أمير سيف الله)، أصبح أستميروف الزعيم الروحي لجماعة اليرموك، واتخذ نفس اسم أتاييف الحركي. استمر موسى موكوجيف (أمير أبو محمد) في كونه أقرب معاونيه. في ديسمبر 2004، اكتسب أستيميروف سمعة سيئة عندما قاد غارة للمتمردين على مقر الخدمة الفيدرالية لمكافحة المخدرات (FSKN) في نالتشيك، حيث قتل العديد من رفاقه أربعة ضباط ونهبوا مستودع أسلحة وأشعلوا النار في المبنى. في مايو 2005، بايع أستميروف الزعيم الانفصالي الشيشاني عبد الحليم سعدلاييف (الشيخ عبد الحليم)، ورشحه شامل باساييف أميرًا عسكريًا (قائدًا) لجبهة كاباردينو - بلقاريا بالجبهة القوقازية. في هذا المنصب، إلى جانب باساييف وإلياس جورتشخانوف، كان أستميروف أحد العقول المدبرة وراء الغارة واسعة نطاق الفاشلة، والتي قتل فيها أكثر من 140 شخصًا، معظمهم من المتمردين المزعومين، في سلسلة من الاعتداءات على مبانى الحكومة الروسية وقوات الأمن في جميع أنحاء البلاد بنالتشيك في 13-14 أكتوبر 2005. كما توعد علنًا باغتيالات لكبار المسؤولين ورجال الأعمال ورجال الدين المؤيدين للتواجد الروسي بالقوقاز، وكان يُنظر إليه على أنه الشخصية الرئيسية وراء مقتل أناتولي كياروف في يناير 2008، وهو مسؤول شرطة يترأس وحدة خاصة كانت مهمتها محاربة جماعة اليرموك واستميروف نفسه.

### إنشاء إمارة القوقاز
في عام 2008، أخذ أستميروف الفضل في فكرة إعلان إمارة القوقاز. وقال أستميروف إنه بعد وفاة الشيخ عبد الحليم ولاحقًا شامل باساييف، أرسل خطابًا إلى زعيم المتمردين الشيشان الجديد دوكو عمروف، يطلب منه ما فكر فيه بإعلان إمارة تحل محل جمهورية الشيشان إشكيريا. وافق عمروف وعين أستميروف رئيسًا للمحاكم الشرعية للتمرد في القوقاز، في حين تم إعفاء سلفه الشيخ منصور (أمير منصور / عربي يوفمورزاييف) من هذا المنصب لأنه كان يعارض فكرة إنشاء إمارة، وحث على إنقاذ الجمهورية الانفصالية التي كانت تعد رمزا للمقاومة القوقازية. وبخصوص تصريح عمروف خلال إعلانه لقيام إمارة القوقاز، والذي وصف فيه الدول الغربية بأعداء الإسلام، أكد أستميروف أنه لا يدعم الجهاد العالمي ضد دول مثل الولايات المتحدة، بل وطالبهم بالمساعدة.

### وفاته
أعلنت السلطات الروسية في عدة مناسبات وفاة أستميروف بشكل خاطئ. على سبيل المثال، في عام 2005، زُعم أنه قُتل مع تسعة آخرين، في معركة كبيرة بالأسلحة النارية في ضاحية بنالتشيك، وفي عام 2009، أعلن مسؤولون أمنيون أن أستميروف وثلاثة آخرين قتلوا في غارة خاصة للشرطة على مبنى سكني. في المدينة (ومع ذلك ، تم العثور على جثتين فقط واتضح أن أستميروف لم يكن في الشقة المستهدفة). ومع ذلك، تأكد في النهاية أن أستيميروف قُتل أثناء تبادل لإطلاق النار مع الشرطة في نالتشيك في 24 مارس 2010، بعد أن أظهر رجلان مشبوهان مقاومة مسلحة عندما تم إيقافهما لإجراء فحص روتيني للهوية: تمكن أحدهما من الفرار ، لكن الآخر قُتل في تبادل لإطلاق النار، بعد أن أطلق عليه ضابط شرطة النار وأصابه بشكل متكرر (يشار إليه أيضًا بعميل لجهاز الأمن الفيدرالي الروسي في بعض المصادر). تم التعرف على القتيل على الفور تقريبًا على أنه أستميروف بعد فحص بصمات أصابعه، وأكد أتباعه أيضًا وفاته بعد فترة وجيزة، في بيان على موقع Kavkaz Center المتمرد.

## عائلته
أنزور أستيميروف أنجب ابنًا من زوجته السابقة زوكرا تسيبينوفا. وفقًا لشكواها العامة لعام 2007 المقدمة إلى فلاديمير بوتين وكبار المسؤولين الفيدراليين الروس الآخرين، على الرغم من أن زواجها الذي دام خمس سنوات منه قد تم حله قانونًا من قبل محكمة في عام 2005، فقد تعرضت للمضايقات والملاحقات القضائية من قبل موظفي وكالات الشرطة في قبردينو - بلقاريا ومن ضمن تلك المضايقات اعتقال زوجها الجديد.